# Liste der Bezirke und Statutarstädte in Österreich

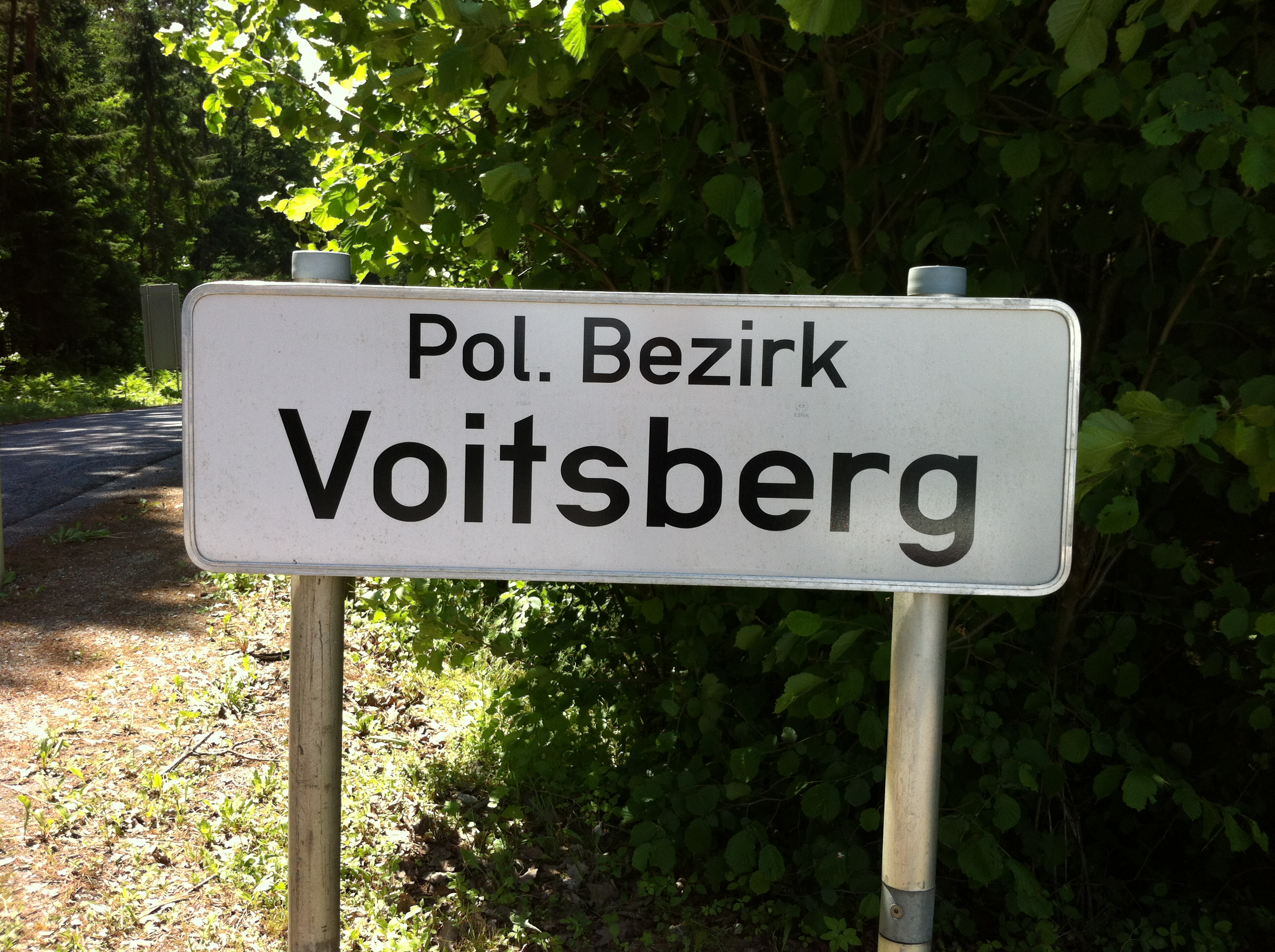
Bezirksgrenztafel zum Bezirk Voitsberg

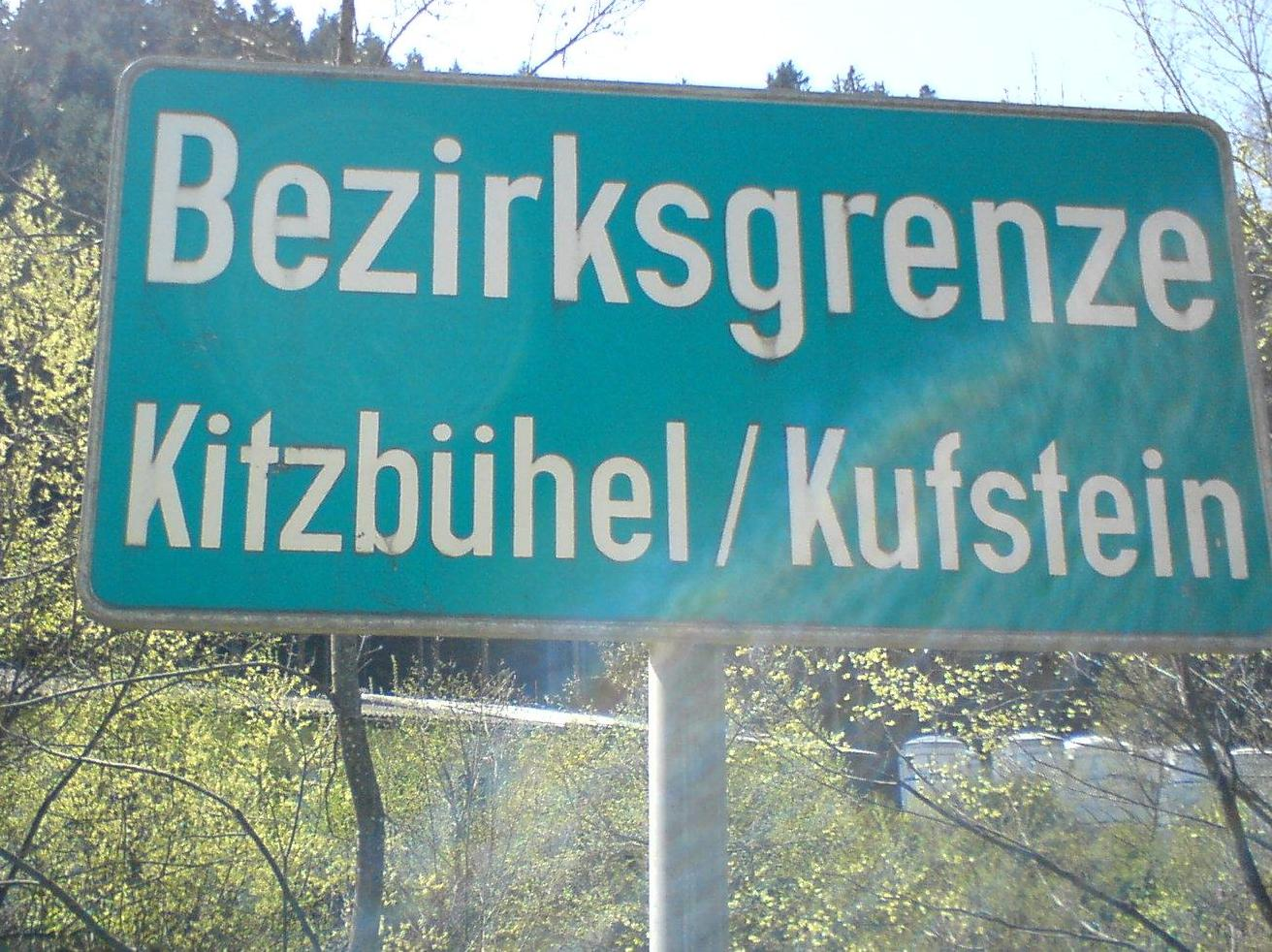
Bezirksgrenztafel an der Loferer Straße B 178 in Tirol

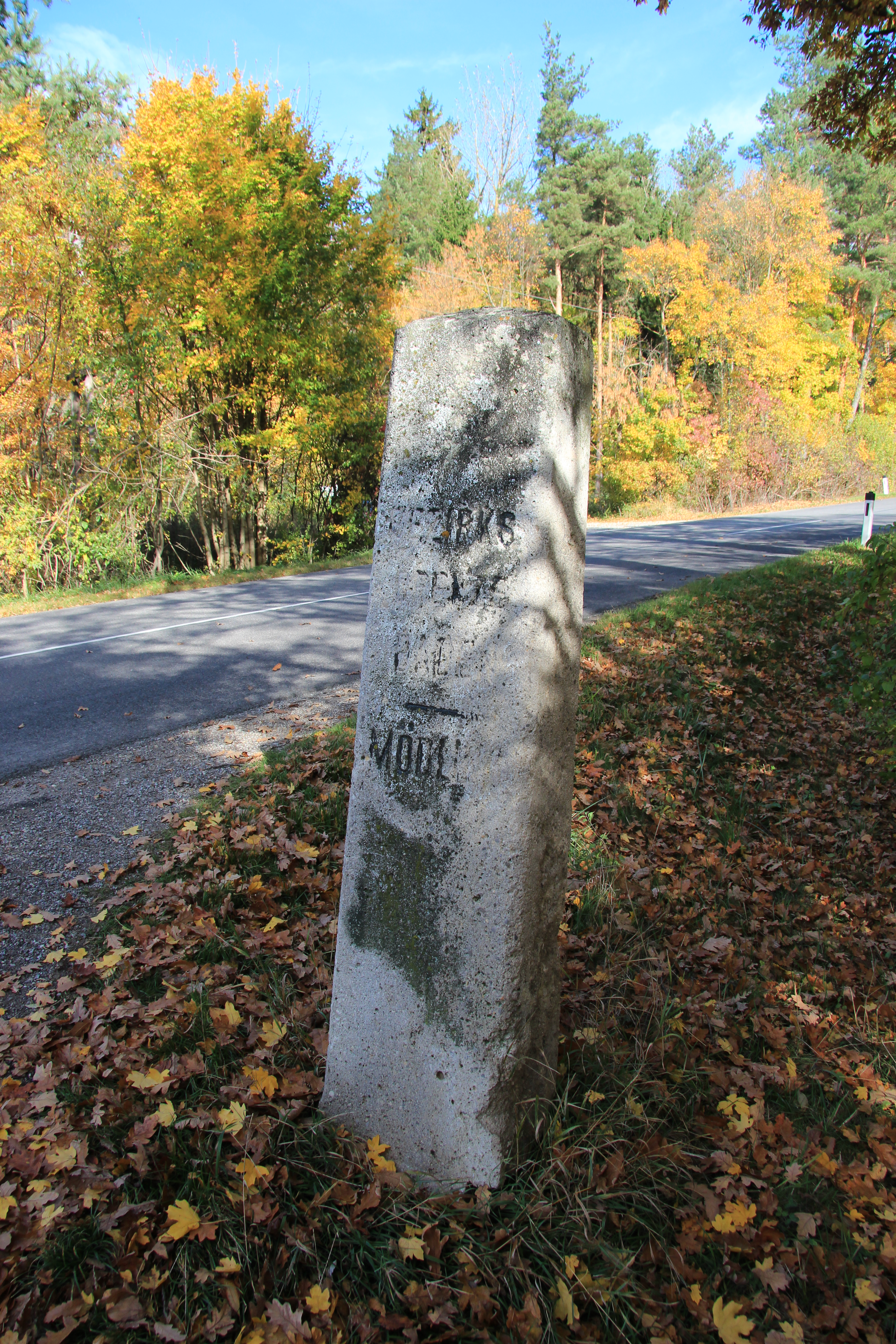
Grenzstein zwischen Bezirk Baden und dem Bezirk Mödling an der L2099

Die Liste enthält alle politischen Bezirke und Statutarstädte Österreichs mit Angabe des jeweiligen Bundeslands von Österreich.
In Vorarlberg und Niederösterreich heißen die politischen Bezirke Verwaltungsbezirke. Es gibt keine gesetzlich vorgesehenen „Bezirkshauptstädte“, sondern lediglich Orte, an denen sich der Sitz der Bezirkshauptmannschaft befindet. Im Burgenland heißen diese „Bezirksvorort“. Die allgemeine staatliche Verwaltung in den politischen Bezirken (Verwaltungsbezirke) obliegt den Bezirkshauptmannschaften. An ihrer Spitze steht kein gewähltes Organ, sondern mit dem Bezirkshauptmann ein berufsmäßiges ernanntes Organ.

## Gliederung
Es gibt mit Stand 1. Jänner 2017:
- 15 Statutarstädte; diese haben ein erweitertes Stadtrecht (Statut). Der Bürgermeister, unterstützt vom Magistrat, übernimmt die Aufgaben der Bezirksverwaltung, das heißt, diese Städte fallen nicht in die Zuständigkeit einer Bezirkshauptmannschaft.
- 79 politische Bezirke mit Bezirkshauptmannschaften; ihr oberstes Organ ist der Bezirkshauptmann.
- 1 Politische Expositur ist eine Außenstelle der Bezirkshauptmannschaft Liezen mit erweiterten Kompetenzen und eigenem Kfz-Kennzeichen GB.

Auf die Gliederung in Bezirke folgt die Gliederung in Gemeinden als unterste Stufe der politischen Verwaltungsgliederung. Unterhalb der Gemeindeebene erfolgt noch eine organisatorische Gliederung nach Ortschaften, die grundbücherliche nach Katastralgemeinden, die statistische nach Zählbezirken und -sprengeln, und in den Städten auch eine interne Gliederung nach Stadtteilen, Wahlbezirken und anderem.
Die meisten der politischen Bezirke sind – nicht immer deckungsgleich – auch in Gerichtsbezirke unterteilt. Es gibt (einschließlich des Sprengels des Bezirksgerichts für Handelssachen Wien) 115 Gerichtsbezirke (Stand: 1. Jänner 2018) mit eigenen Bezirksgerichten. Die Zuständigkeit der Gerichtssprengel muss der Verwaltungsgliederung der Bezirke jedoch nicht folgen.
Die Bundeshauptstadt Wien ist sowohl Bundesland als auch politischer Bezirk in der Form einer Statutarstadt und daher auch Gemeinde. (Wien hat sich nach 1918 Jahrzehnte lang selbst vor allem als Gemeinde Wien bezeichnet.) Wien ist in 23 Gemeindebezirke unterteilt. Diese sind in ihrer Ausgestaltung jedoch nicht mit politischen Bezirken vergleichbar. Sie werden von gewählten Bezirksvorstehern geleitet, die aber nur wenige Kompetenzen haben.
Die Bezirke und Statutarstädte entsprechen keiner Ebene der NUTS-Gliederung der EU (Eurostat), NUTS-3:AT besteht aus Gruppen von politischen Bezirken bzw. Gemeinden. Die Ebene LAU-1 (Local administrative units, ehemals NUTS-4) ist in Österreich nicht besetzt, LAU-2:AT sind die Gemeinden.

## Neuordnungen 2012 bis 2017
In der Steiermark wurde beginnend 2012 eine Reorganisation der Bezirke vorgenommen bzw. wurden Bezirksgrenzen angepasst. Diese geschahen als Vorstufe bzw. im Zuge der Steiermärkischen Gemeindestrukturreform.
Im September 2015 wurde bekannt, dass der niederösterreichische Bezirk Wien-Umgebung aufgelöst werden soll. Die 21 Gemeinden wurden mit 1. Jänner 2017 Teil der umliegenden Bezirke.

## Liste
Gem. = Anzahl der Gemeinden, Stand: 5. Juli 2023 (wenn nur eine Gemeinde → ist diese eine Statutarstadt)
| BKZ (1) | Bezirk bzw. Stadt mit eigenem Statut (Sitz der Bezirkshauptmannschaft) | Bundesland       | Kfz-Kz.           | Fläche in km² Stand: 31. Dezember 2019 | Einwohner Stand: 1. Jänner 2024   | Bevölkerungsdichte (EW / km²)     | Anz. Gem.                         | Regionsname (R)  |
| ------- | ---------------------------------------------------------------------- | ---------------- | ----------------- | -------------------------------------- | --------------------------------- | --------------------------------- | --------------------------------- | ---------------- |
| 305     | Amstetten                                                              | Niederösterreich | AM                | 1.187,73                               | 118.235                           | 100                               | 34                                |                  |
| 306     | Baden                                                                  | Niederösterreich | BN                | 753,64                                 | 150.203                           | 199                               | 30                                |                  |
| 801     | Bludenz                                                                | Vorarlberg       | BZ                | 1.287,64                               | 65.954                            | 51                                | 29                                |                  |
| 404     | Braunau (Braunau am Inn)                                               | Oberösterreich   | BR                | 1.040,84                               | 110.278                           | 106                               | 46                                |                  |
| 802     | Bregenz                                                                | Vorarlberg       | B                 | 863,36                                 | 137.873                           | 160                               | 40                                |                  |
| 307     | Bruck an der Leitha                                                    | Niederösterreich | BL, SW (B) WU (A) | 703,11                                 | 109.213                           | 155                               | 33                                |                  |
| 621     | Bruck-Mürzzuschlag (Bruck an der Mur)                                  | Steiermark       | BM MZ (A)         | 2.156,93                               | 98.044                            | 45                                | 19                                |                  |
| 603     | Deutschlandsberg                                                       | Steiermark       | DL                | 863,47                                 | 61.218                            | 71                                | 15                                |                  |
| 803     | Dornbirn                                                               | Vorarlberg       | DO                | 172,36                                 | 93.418                            | 542                               | 3                                 |                  |
| 405     | Eferding (Grieskirchen)                                                | Oberösterreich   | EF                | 259,72                                 | 33.774                            | 130                               | 12                                |                  |
| 101     | Eisenstadt                                                             | Burgenland       | E                 | 42,88                                  | 16.037                            | 374                               | 1                                 |                  |
| 103     | Eisenstadt-Umgebung (Eisenstadt)                                       | Burgenland       | EU                | 453,14                                 | 44.792                            | 99                                | 23                                |                  |
| 804     | Feldkirch                                                              | Vorarlberg       | FK                | 278,31                                 | 112.728                           | 405                               | 24                                |                  |
| 210     | Feldkirchen (Feldkirchen in Kärnten)                                   | Kärnten          | FE                | 558,49                                 | 30.078                            | 54                                | 10                                |                  |
| 406     | Freistadt                                                              | Oberösterreich   | FR                | 993,96                                 | 68.177                            | 69                                | 27                                |                  |
| 308     | Gänserndorf                                                            | Niederösterreich | GF                | 1.271,40                               | 108.939                           | 86                                | 44                                |                  |
| 309     | Gmünd                                                                  | Niederösterreich | GD                | 786,39                                 | 35.733                            | 45                                | 21                                |                  |
| 407     | Gmunden                                                                | Oberösterreich   | GM                | 1.431,58                               | 103.270                           | 72                                | 20                                |                  |
| 601     | Graz                                                                   | Steiermark       | G                 | 127,57                                 | 302.749                           | 2373                              | 1                                 |                  |
| 606     | Graz-Umgebung (Graz)                                                   | Steiermark       | GU                | 1.084,55                               | 163.722                           | 151                               | 36                                |                  |
| 408     | Grieskirchen                                                           | Oberösterreich   | GR                | 579,06                                 | 66.545                            | 115                               | 33                                |                  |
|         | Gröbming (Expositur im Bezirk Liezen)                                  | Steiermark       | GB                | Zahlen im Bezirk Liezen enthalten      | Zahlen im Bezirk Liezen enthalten | Zahlen im Bezirk Liezen enthalten | Zahlen im Bezirk Liezen enthalten |                  |
| 104     | Güssing                                                                | Burgenland       | GS                | 485,34                                 | 26.072                            | 54                                | 28                                |                  |
| 502     | Hallein                                                                | Salzburg         | HA                | 668,35                                 | 61.687                            | 92                                | 13                                | Tennengau        |
| 622     | Hartberg-Fürstenfeld (Hartberg)                                        | Steiermark       | HF HB, FF (A)     | 1.224,28                               | 91.133                            | 74                                | 36                                |                  |
| 203     | Hermagor (Hermagor-Pressegger See)                                     | Kärnten          | HE                | 808,13                                 | 18.044                            | 22                                | 7                                 |                  |
| 310     | Hollabrunn                                                             | Niederösterreich | HL                | 1.010,88                               | 52.026                            | 51                                | 24                                |                  |
| 311     | Horn                                                                   | Niederösterreich | HO                | 784,00                                 | 30.972                            | 40                                | 20                                |                  |
| 702     | Imst                                                                   | Tirol            | IM                | 1.724,96                               | 62.674                            | 36                                | 24                                |                  |
| 701     | Innsbruck (I)                                                          | Tirol            | I                 | 104,91                                 | 132.188                           | 1260                              | 1                                 |                  |
| 703     | Innsbruck-Land (Innsbruck)                                             | Tirol            | IL                | 1.990,17                               | 186.121                           | 94                                | 63                                |                  |
| 105     | Jennersdorf                                                            | Burgenland       | JE                | 253,34                                 | 17.235                            | 68                                | 12                                |                  |
| 409     | Kirchdorf (Kirchdorf an der Krems)                                     | Oberösterreich   | KI                | 1.240,01                               | 58.254                            | 47                                | 23                                |                  |
| 704     | Kitzbühel                                                              | Tirol            | KB                | 1.163,30                               | 66.059                            | 57                                | 20                                |                  |
| 201     | Klagenfurt am Wörthersee                                               | Kärnten          | K                 | 120,12                                 | 104.866                           | 873                               | 1                                 |                  |
| 204     | Klagenfurt-Land (Klagenfurt am Wörthersee)                             | Kärnten          | KL                | 765,64                                 | 61.708                            | 81                                | 19                                |                  |
| 312     | Korneuburg                                                             | Niederösterreich | KO WU (A)         | 661,84                                 | 93.439                            | 141                               | 20                                |                  |
| 301     | Krems an der Donau                                                     | Niederösterreich | KS                | 51,66                                  | 25.363                            | 491                               | 1                                 |                  |
| 313     | Krems (Krems an der Donau)                                             | Niederösterreich | KR                | 923,92                                 | 56.625                            | 61                                | 30                                |                  |
| 705     | Kufstein                                                               | Tirol            | KU                | 969,97                                 | 114.001                           | 118                               | 30                                |                  |
| 706     | Landeck                                                                | Tirol            | LA                | 1.595,14                               | 45.053                            | 28                                | 30                                |                  |
| 610     | Leibnitz                                                               | Steiermark       | LB                | 749,97                                 | 87.701                            | 117                               | 29                                |                  |
| 611     | Leoben                                                                 | Steiermark       | LE, LN (C)        | 1.053,49                               | 59.213                            | 56                                | 16                                |                  |
| 707     | Lienz                                                                  | Tirol            | LZ                | 2.020,08                               | 48.841                            | 24                                | 33                                | Osttirol         |
| 612     | Liezen                                                                 | Steiermark       | LI BA (A)         | 3.318,72                               | 79.678                            | 24                                | 29                                |                  |
| 314     | Lilienfeld                                                             | Niederösterreich | LF                | 931,65                                 | 25.284                            | 27                                | 14                                |                  |
| 401     | Linz                                                                   | Oberösterreich   | L                 | 95,99                                  | 211.944                           | 2208                              | 1                                 |                  |
| 410     | Linz-Land (Linz)                                                       | Oberösterreich   | LL                | 460,41                                 | 156.188                           | 339                               | 22                                |                  |
| 106     | Mattersburg                                                            | Burgenland       | MA                | 237,83                                 | 40.983                            | 172                               | 19                                |                  |
| 315     | Melk                                                                   | Niederösterreich | ME                | 1.013,56                               | 79.420                            | 78                                | 40                                |                  |
| 316     | Mistelbach                                                             | Niederösterreich | MI                | 1.291,72                               | 77.149                            | 60                                | 36                                |                  |
| 317     | Mödling                                                                | Niederösterreich | MD                | 276,99                                 | 121.264                           | 438                               | 20                                |                  |
| 614     | Murau                                                                  | Steiermark       | MU                | 1.385,48                               | 27.062                            | 20                                | 14                                |                  |
| 620     | Murtal (Judenburg)                                                     | Steiermark       | MT JU, KF (A)     | 1.675,81                               | 71.580                            | 43                                | 20                                |                  |
| 318     | Neunkirchen                                                            | Niederösterreich | NK                | 1.146,92                               | 87.377                            | 76                                | 44                                |                  |
| 107     | Neusiedl am See                                                        | Burgenland       | ND                | 1.038,64                               | 61.862                            | 60                                | 27                                |                  |
| 108     | Oberpullendorf                                                         | Burgenland       | OP                | 701,44                                 | 37.807                            | 54                                | 28                                | Mittelburgenland |
| 109     | Oberwart                                                               | Burgenland       | OW                | 732,58                                 | 55.179                            | 75                                | 32                                |                  |
| 411     | Perg                                                                   | Oberösterreich   | PE                | 613,52                                 | 70.878                            | 116                               | 26                                |                  |
| 708     | Reutte                                                                 | Tirol            | RE                | 1.236,67                               | 33.859                            | 27                                | 37                                | Außerfern        |
| 412     | Ried (Ried im Innkreis)                                                | Oberösterreich   | RI                | 584,96                                 | 63.433                            | 108                               | 36                                |                  |
| 413     | Rohrbach (Rohrbach-Berg)                                               | Oberösterreich   | RO                | 817,58                                 | 57.379                            | 70                                | 37                                |                  |
| 102     | Rust                                                                   | Burgenland       | E                 | 20,01                                  | 1.984                             | 99                                | 1                                 |                  |
| 501     | Salzburg                                                               | Salzburg         | S                 | 65,65                                  | 157.399                           | 2398                              | 1                                 |                  |
| 503     | Salzburg-Umgebung (Seekirchen am Wallersee)                            | Salzburg         | SL                | 1.004,47                               | 158.585                           | 158                               | 37                                | Flachgau         |
| 504     | St. Johann im Pongau                                                   | Salzburg         | JO                | 1.755,37                               | 83.194                            | 47                                | 25                                | Pongau           |
| 302     | St. Pölten                                                             | Niederösterreich | P                 | 108,44                                 | 58.856                            | 543                               | 1                                 |                  |
| 319     | St. Pölten                                                             | Niederösterreich | PL WU (A)         | 1.286,88                               | 134.375                           | 104                               | 45                                |                  |
| 205     | St. Veit an der Glan                                                   | Kärnten          | SV                | 1.493,58                               | 54.140                            | 36                                | 20                                |                  |
| 414     | Schärding                                                              | Oberösterreich   | SD                | 618,44                                 | 58.321                            | 94                                | 30                                |                  |
| 320     | Scheibbs                                                               | Niederösterreich | SB                | 1.023,46                               | 41.999                            | 41                                | 18                                |                  |
| 709     | Schwaz                                                                 | Tirol            | SZ                | 1.843,18                               | 87.174                            | 47                                | 39                                |                  |
| 206     | Spittal an der Drau                                                    | Kärnten          | SP                | 2.764,99                               | 75.651                            | 27                                | 33                                |                  |
| 402     | Steyr                                                                  | Oberösterreich   | SR                | 26,56                                  | 38.034                            | 1432                              | 1                                 |                  |
| 415     | Steyr-Land (Steyr)                                                     | Oberösterreich   | SE                | 971,73                                 | 62.278                            | 64                                | 20                                |                  |
| 623     | Südoststeiermark (Feldbach)                                            | Steiermark       | SO FB, RA (A)     | 982,96                                 | 83.901                            | 85                                | 25                                |                  |
| 505     | Tamsweg                                                                | Salzburg         | TA                | 1.019,65                               | 20.483                            | 20                                | 15                                | Lungau           |
| 321     | Tulln (Tulln an der Donau)                                             | Niederösterreich | TU, KG (D) WU (A) | 734,42                                 | 109.507                           | 149                               | 22                                |                  |
| 416     | Urfahr-Umgebung (Linz)                                                 | Oberösterreich   | UU                | 659,67                                 | 88.030                            | 133                               | 27                                |                  |
| 202     | Villach                                                                | Kärnten          | VI                | 134,99                                 | 65.600                            | 486                               | 1                                 |                  |
| 207     | Villach-Land (Villach)                                                 | Kärnten          | VL                | 1.009,29                               | 65.554                            | 65                                | 19                                |                  |
| 616     | Voitsberg                                                              | Steiermark       | VO                | 678,18                                 | 51.269                            | 76                                | 15                                |                  |
| 417     | Vöcklabruck                                                            | Oberösterreich   | VB                | 1.084,85                               | 141.497                           | 130                               | 52                                |                  |
| 208     | Völkermarkt                                                            | Kärnten          | VK                | 907,61                                 | 42.010                            | 46                                | 13                                |                  |
| 322     | Waidhofen an der Thaya                                                 | Niederösterreich | WT                | 669,03                                 | 25.490                            | 38                                | 15                                |                  |
| 303     | Waidhofen an der Ybbs                                                  | Niederösterreich | WY                | 131,56                                 | 11.124                            | 85                                | 1                                 |                  |
| 617     | Weiz                                                                   | Steiermark       | WZ                | 1.097,94                               | 92.531                            | 84                                | 31                                |                  |
| 403     | Wels                                                                   | Oberösterreich   | WE                | 45,92                                  | 65.287                            | 1422                              | 1                                 |                  |
| 418     | Wels-Land (Wels)                                                       | Oberösterreich   | WL                | 457,71                                 | 76.782                            | 168                               | 24                                |                  |
| 901     | Wien                                                                   | Wien             | W                 | 414,82                                 | 2.005.760                         | 4835                              | 1                                 |                  |
| 304     | Wiener Neustadt                                                        | Niederösterreich | WN                | 60,94                                  | 48.517                            | 796                               | 1                                 |                  |
| 323     | Wiener Neustadt                                                        | Niederösterreich | WB                | 969,84                                 | 80.958                            | 83                                | 35                                |                  |
| 209     | Wolfsberg                                                              | Kärnten          | WO                | 973,65                                 | 52.093                            | 54                                | 9                                 |                  |
| 506     | Zell am See                                                            | Salzburg         | ZE                | 2.641,07                               | 90.131                            | 34                                | 28                                | Pinzgau          |
| 325     | Zwettl (Zwettl-Niederösterreich)                                       | Niederösterreich | ZT                | 1.399,90                               | 41.655                            | 30                                | 24                                |                  |

(1) Kennziffer des politischen Bezirks nach STAT: nach Bundesland, dann alphabetisch zuerst die Statutarstädte und danach die Bezirke. Bei neuen Bezirken werden die nächsten freien Kennziffern zugeteilt.
(R) Einige der heutigen politischen Bezirke haben Namen als Landstrich, die im Sprachgebrauch noch tief verwurzelt sind, und auch in amtlichen Angaben häufig gebraucht werden.
(A) auslaufend
(B) SW: Schwechat (Stadt), BL: Bezirk Bruck an der Leitha ohne die Stadt Schwechat
(C) LE: Leoben (Stadt), LN: Bezirk Leoben ohne die Stadt Leoben
(D) KG: Klosterneuburg (Stadt), TU: Bezirk Tulln ohne die Stadt Klosterneuburg
(I) „Bezirk Innsbruck-Stadt“

## Gesetzliche Grundlagen
Die Bezirke und deren Sitz der Verwaltung sind jeweils in Landesgesetzen und darauf basierenden Verordnungen definiert, für das 1921 hinzugekommene Burgenland anfangs auch in Vorschriften des Bundes. Ebenso sind in fast allen Bundesländern die Bezirkssprengel und die Gemeindenamen festgelegt. Für die 15 Statutarstädte sind die ersten gesetzlichen Festlegungen der jeweiligen Stadtgeschichte hier angemerkt.
| Bundesland       | Organisation                                              | Bezirke mit ihren Gemeinden |
| ---------------- | --------------------------------------------------------- | --- |
| Burgenland       | Burgenländisches Bezirkshauptmannschaften-Gesetz          | |
| Kärnten          | Bezirkshauptmannschaften-Gesetz                           | Anlage vom Bezirkshauptmannschaften-Gesetz                                                                                         |
| Niederösterreich | Organisation der Bezirkshauptmannschaften                 | Verordnung über die Verwaltungsbezirke in Niederösterreich                                                                         |
| Oberösterreich   | Bezirkshauptmannschaften                                  | Gemeinden, Liste nach Bezirken |
| Salzburg         | Bezirkshauptmannschaften-Gesetz                           | Gemeinden das Landes Salzburg |
| Steiermark       | Steiermärkisches Bezirkshauptmannschaftengesetz           | Verordnung der Steiermärkischen Landesregierung über Sprengel, Bezeichnung und Sitz der Bezirkshauptmannschaften in der Steiermark |
| Tirol            | Gesetz über die Organisation der Bezirkshauptmannschaften | Anhang zur Organisation der Bezirkshauptmannschaften                                                                               |
| Vorarlberg       | Organisation der staatlichen Bezirksverwaltung            | 40. Verordnung der Landesregierung über die Neukundmachung des Gemeindegesetzes, Anlage zu § 1, S. 30 ff                           |

## Trivia
- Die Bezirke und Statutarstädte haben im Durchschnitt 892,37 km² Fläche und 95.521 Einwohner (Stand 2022). Der Median für diese Größen beträgt 836,41 km² bzw. 64.982 Einwohner.
- Alle Bezirkshauptorte sind Stadtgemeinden mit Ausnahme der Marktgemeinde Tamsweg. Auch Gröbming als Expositursitz ist Marktgemeinde. Die Bezirke Tamsweg und Villach-Land sind die einzigen, denen keine Stadtgemeinde angehört.
- Die niederösterreichischen Bezirke Wiener Neustadt und Amstetten bestehen jeweils aus zwei räumlich voneinander getrennten Gebieten, der Anfang 2017 aufgelöste Bezirk Wien-Umgebung umfasste ab 1958 drei, zuvor für ein Jahr zwei getrennte Teile.
- Die österreichischen Bezirke sind üblicherweise nach ihrem Hauptort benannt. Die wenigen Ausnahmen sind
  - der Bezirk Urfahr-Umgebung, dessen Sitz Urfahr 1919 Stadtteil von Linz wurde und sich bis heute dort befindet
  - die Bezirke Murtal, Südoststeiermark, Bruck-Mürzzuschlag und Hartberg-Fürstenfeld, die 2012 und 2013 durch Fusion jeweils zweier Bezirke gebildet wurden. Während bei den Bezirken Bruck-Mürzzuschlag und Hartberg-Fürstenfeld die Namen beider Vorgängerbezirke aufgegriffen wurden, wurden für die Bezirke Murtal und Südoststeiermark erstmals Landschaftsbezeichnungen als Namensgeber gewählt
  - die Bezirke Eferding und Salzburg-Umgebung, deren Sitz 2016 nach Grieskirchen bzw. 2023 nach Seekirchen am Wallersee verlegt wurde
  - die Bezirke Hermagor und Rohrbach, deren Hauptorte durch Gemeindefusionen ihren Namen in Hermagor-Pressegger See (1973) bzw. Rohrbach-Berg (2015) änderten.
- Linz und Grieskirchen sind die einzigen Städte, die Sitz zweier Bezirkshauptmannschaften sind: Linz-Land und Urfahr-Umgebung sowie Grieskirchen und Eferding, wobei aber letztere als Verwaltungsgemeinschaft zusammengeschlossen sind.
- Bregenz ist die einzige Landeshauptstadt ohne eigenes Statut.
- Das Bundesland Vorarlberg hat als einziges keine Statutarstadt, das Bundesland Wien hingegen ist gleichzeitig Statutarstadt und somit ohne Bezirk.
- Die einwohnerstärkste Stadt ohne eigenes Statut ist Dornbirn, die zehntgrößte Stadt Österreichs.
- Die Statutarstädte Waidhofen an der Ybbs und Rust sind die einzigen, die keinen entsprechenden „Land“-Bezirk haben. Von den übrigen Statutarstädten ist Salzburg seit 2023 die einzige, die nicht gleichzeitig Sitz des entsprechenden Bezirks ist.
- Im Burgenland ist statt „Statutarstadt“ die Bezeichnung „Freistadt“ üblich, die beiden Städte Eisenstadt und Rust haben jeweils eine Vergangenheit als Königliche Freistadt, dieser Status wurde nach 1921 als dem einer Statutarstadt gleichwertig anerkannt.
- Rust ist die kleinste Statutarstadt (nach Fläche und Einwohnern) und zugleich die einzige ohne eigene Kfz-Kennzeichen-Kennung. Die größte Statutarstadt ist Wien (nach Fläche und Einwohnern).
- Klosterneuburg, Leoben und Schwechat haben eine eigene Kfz-Kennzeichen-Kennung, obwohl sie keine Statutarstädte sind. Es gibt aber für Leoben und Schwechat jeweils ein eigenes Polizeikommissariat.
- Die Bezirke Liezen, Spittal an der Drau und Zell am See sind jeweils flächenmäßig größer als das Bundesland Vorarlberg.
- Kleiner als das Bundesland Wien sind die Bezirke Feldkirch, Mödling, Eferding, Jennersdorf, Mattersburg und Dornbirn (in absteigender Reihenfolge).
- Der Bezirk Dornbirn besteht aus nur drei Gemeinden, der Bezirk Innsbruck-Land aus 63 Gemeinden.
- Der Bezirk Liezen hat mit zehn angrenzenden Bezirken die meisten Nachbarbezirke.